# Flora Canto
Flora Canto (Roma, 12 febbraio 1983) è un'attrice e conduttrice televisiva italiana.

## Biografia

### Carriera
Inizia la sua carriera nel 2006, prendendo parte a Uomini e Donne, trasmissione di Maria De Filippi su Canale 5, nel ruolo di tronista. 
Nel 2009 debutta come attrice, recitando in una puntata della settima stagione di Don Matteo, e come conduttrice di diversi programmi come Fast and Furious, in onda su LA7, Telethon e Oscar dei Porti su Rai 1. 
Successivamente ottiene dei ruoli anche in pellicole come La coppia dei campioni, con Massimo Boldi, e Di tutti i colori, insieme a Paolo Conticini e Nino Frassica.
Nel 2019 è una concorrente di Tale e Quale Show 9, in onda su Rai 1.
Nell'estate 2020 è inviata insieme ad Aurora Ramazzotti di Ogni mattina, condotto da Adriana Volpe e in onda su TV8.

### Vita privata
Dal 2014 è fidanzata con il comico Enrico Brignano, da cui ha avuto due figli, Martina, nata l'11 febbraio 2017 e Niccolò, nato il 19 luglio 2021.
Il 30 luglio 2022 si sono sposati con rito civile. La cerimonia, che si è tenuta presso l’hotel la Posta Vecchia a Palo Laziale (Ladispoli) ha contato 150 invitati. Tra le testimoni della sposa c'era Tosca D'Aquino.

## Filmografia

### Cinema
- La coppia dei campioni, regia di Giulio Base (2016)
- Di tutti i colori, regia di Max Nardari (2019)
- Cambio tutto!, regia di Guido Chiesa (2020)

### Televisione
- Don Matteo 7, regia di Giulio Base - serie TV, episodio 7x16 (2009)
- L'ultimo weekend, regia di Domenico Raimondi - film TV (2013)

## Teatrografia
- Me la canto e me la sogno (2024-2025)
- Cantando sotto la pioggia - Il Musical (2025)

## Programmi televisivi
- Uomini e Donne (Canale 5, 2006-2007) Tronista
- Fast and Furious (LA7, 2009)
- Telethon (Rai 1, 2010, 2017) Co-conduttrice
- Oscar dei Porti (Rai 1, 2010)
- Made in Sud (Rai 2, 2013-2015) Comica
- Comedy Central Tour (Comedy Central, 2015)
- Partita del cuore (Rai 1, 2016) Co-conduttrice
- Supercinema (Canale 5, 2016-2017)
- La partita mundial (Italia 1, 2018)
- Ricette all'italiana (Rete 4, 2018)
  - Ricette all'italiana Estate (Rete 4, 2018)
- Colorado (Italia 1, 2019) Comica
- Tale e quale show (Rai 1, 2019) Concorrente
- Ogni mattina (TV8, 2020) Inviata
- Un'ora sola vi vorrei (Rai 2, 2020-2022) Co-conduttrice
- Fatto da mamma (Rai 2, 2021)
  - Fatto da mamma e da papà (Rai 2, 2022-2023)
- I migliori anni (Rai 1, 2023)
- I fatti vostri (Rai 2,  2023-2024)
- Zecchino d'Oro (Rai 1, 2023) Giurata
- Gli occhi del musicista (Rai 2, 2023-2025)
- San Marino Song Contest 2025 (SMRTV, 2025)
- LOL - Chi ride è fuori (Prime Video, 2025) Concorrente